# Afrixalus stuhlmanni
Az Afrixalus stuhlmanni  a kétéltűek (Amphibia) osztályába, a békák (Anura) rendjébe és a mászóbékafélék (Hyperoliidae) családjába tartozó faj.

## Előfordulása
Tanzánia területén honos. A természetes élőhelyei a nedves szavanna, szubtrópusi vagy trópusi nedves bokrosok, vizes élőhelyek, mocsarak, édesvízi mocsarak, termőföldek, a vidéki kertek, városi területek, erősen leromlott egykori erdők, tavak, öntözött földek, szezonálisan elöntött mezőgazdasági területek, a csatornák és árkok.

## Megjelenése
A hím testhossza 15-21 milliméter, a nőstényé 17-25 milliméter.

## Külső hivatkozás
- Képek az interneten a nembe tartozó fajokról